# Eiksmarka station

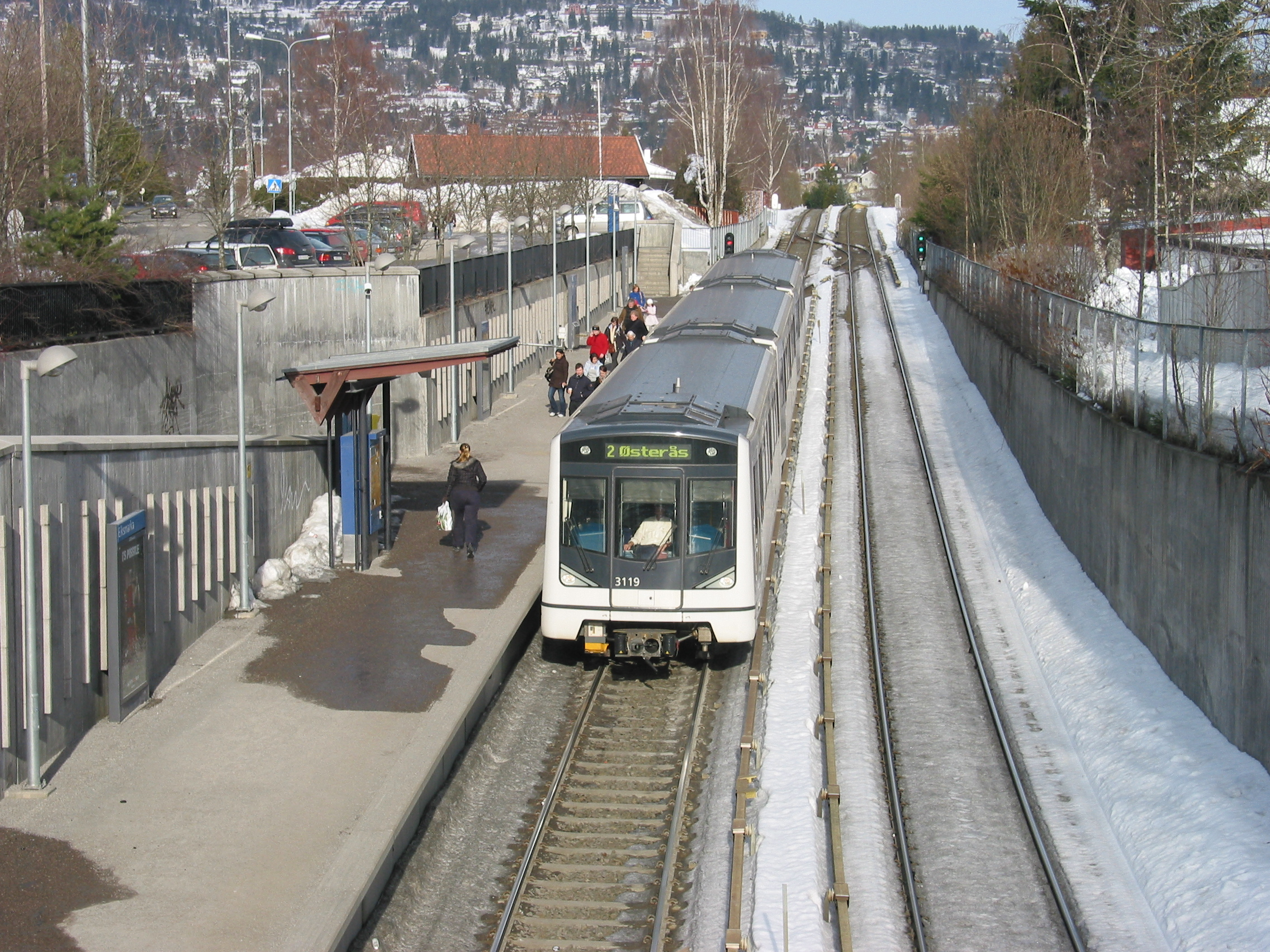
Eiksmarka station

Eiksmarka station är den första stationen (räknat från Oslo centrum) i Bærums kommun på linje 2 (Røabanen) i Oslos tunnelbana.
Tidigare var stationen på Grini den första i Bærum, men denna blev nedlagd i samband med övergången till «metrostandard» 1995. Samtidigt blev Eiksmarka station ombyggd till det utseende den har idag.
Stationen öppnades den 3 december 1951.